# 費倫天拿女子足球會
費倫天拿足球會（ACF Fiorentina）通常簡稱費倫天拿或費倫天拿女足，是一家意大利女子足球球會，位於佛羅倫斯，是同名職業球會的一部分。球隊在2015年透過佛羅倫斯女足取得牌照而成立。 自費倫天拿女足成立後，他們成為了意大利史上首支職業的女子足球隊。 球隊目前在意大利甲組足球聯賽中角逐。

## 榮譽
- 意甲: 
  - 冠軍 (1)：2016–17
- 意大利盃: 
  - 冠軍 (2)：2016–17, 2017–18
- 意大利超級盃（英语：Italian Women's Cup）: 2018